# لاغو مايدانا
لاغو مايدانا (بالبرتغالية: Iago Maidana‏) (6 فبراير 1996 في البرازيل - ) هو لاعب كرة قدم برازيلي في مركز الدفاع. شارك مع منتخب البرازيل تحت 20 سنة لكرة القدم. أما مع النوادي، فقد لعب مع نادي ساو باولو ونادي كريسيوما.

## وصلات خارجية
- لاغو مايدانا على موقع قاعدة بيانات كرة القدم.إي يو (الإنجليزية)
- لاغو مايدانا على موقع Soccerway.com (الإنجليزية)